# Fadime
Fadime är ett kvinnonamn, biform till den klassiska arabiskans Fatima.[källa behövs]
Den 31 december 2014 fanns det totalt 164 kvinnor folkbokförda i Sverige med namnet Fadime, varav 136 bar det som tilltalsnamn.
Namnsdag: saknas

## Personer med namnet Fadime
- Fadime Şahindal, offer i ett uppmärksammat hedersrelaterat mord i Uppsala